# Jiangxi Copper
Jiangxi Copper (chinesisch 江西銅業 / 江西铜业) ist ein chinesisches Unternehmen mit Firmensitz in Guixi, Jiangxi. Das Unternehmen war im Aktienindex SSE 50 gelistet.
Jiangxi Copper ist der größte Kupferproduzent in China. Das Unternehmen wird von He Changming geleitet. 

## Weblink
- Offizielle Website von Jiangxi Copper